# Грех (фильм, 2019)
«Грех» (итал. Il Peccato) — российско-итальянский эпический художественный фильм 2019 года режиссёра Андрея Кончаловского, который посвящён жизни итальянского скульптора и художника Микеланджело.
По словам режиссёра, он «хотел… передать не только сущность фигуры Микеланджело, но и запахи, цвета и колорит той эпохи, такой полной вдохновения и красоты, и в то же время кровавой и жестокой». Премьера фильма состоялась 27 октября 2019 года перед закрытием XIV Римского кинофестиваля, в российский прокат картина вышла 14 ноября.

## Сюжет
Картина рассказывает об испытаниях на творческом пути гениального художника и скульптора Микеланджело Буонарроти, за преданность которого борются два самых могущественных семейства средневековой Италии — Делла Ровере и Медичи. В центре сюжета — несколько лет из жизни Микеланджело, которые связаны с одними из его самых значимых работ — роспись свода Сикстинской капеллы, создание гробницы папы Юлия II, фасада Базилики Сан-Лоренцо во Флоренции. Для крайне востребованной работы он отправляется в Каррару за мрамором. Одновременно с этим художник страдает от странных видений.

## В ролях
| Актёр                | Роль                                |
| -------------------- | ----------------------------------- |
| Альберто Тестоне     | Микеланджело                        |
| Якоб Диль            | Пеппе                               |
| Франческо Гуадиелло  | Пьетро                              |
| Адриано Кьярамида    | Людовико Буонарроти                 |
| Джанлука Гуиди       | Эгидио да Витербо                   |
| Орсо Мария Гуэррини  | маркиз Маласпина                    |
| Александра Дейнега   | Мария                               |
| Глен Блэкхолл        | Рафаэль                             |
| Анита Пититто        | маркиза Маласпина                   |
| Массимо де Франкович | папа Юлий II                        |
| Никола Адобати       | Лоренцо II Медичи, герцог Урбинский |
| Федерико Ванни       | Сансовино                           |
| Никола де Паола      | кардинал Джулио Медичи              |
| Антонио Гаргиуло     | Франческо Мария делла Ровере        |
| Рикардо Ланди        | Аль Фараб                           |
| Симон Тоффанин       | папа Лев X                          |
| Юлия Высоцкая        | дама с горностаем                   |

## Создание
По словам Кончаловского, бюджет фильма составляет 15 млн евро (свыше 1 миллиарда рублей). Большая часть средств поступила от частных инвесторов, также были выделены деньги от Минкультуры и итальянских спонсоров.
Съёмки фильма проходили в Риме, Флоренции, Карраре и Тоскане.

## Факты
В июле 2019 года во время встречи в Ватикане президент России Владимир Путин подарил папе римскому Франциску диск с фильмом «Грех». В январе 2020 года фильм был выдвинут на премию Ассоциации продюсеров кино и телевидения (АПКиТ).